# Ovays Azizi
Pour les articles homonymes, voir Azizi.
Ovays Azizi est un footballeur afghan né le 29 février 1992 à Hérat. Il évolue au poste de gardien de but à l'Ariana FC.

## Biographie
Il perd son père et ses grands-parents lors de la guerre civile afghane et se réfugie en Iran avec sa mère et ses frères et sœurs. En 2001, il arrive au Danemark en tant que réfugié.
En plus d'être footballeur, il est également ergothérapeute.

### En club
Il évolue au Danemark jusqu'en 2019 lorsqu'il s'engage avec le Maziya S&RC aux Maldives.

### En équipe nationale
Il reçoit sa première sélection en équipe d'Afghanistan le 3 septembre 2015, en amical contre la Thaïlande (défaite 2-0).
Il joue par la suite six matchs rentrant dans le cadre des éliminatoires du mondial 2018.
Le 3 janvier 2016, il dispute la finale du championnat d'Asie du Sud, perdue face à l'Inde.

## Palmarès

### En club
- Div.3 Södra Götaland (D5)
  - Champion : 2021
- Div.4 Sydvästra (D6)
  - Vice-champion : 2020

### En sélection
- Championnat d'Asie du Sud
  - Finaliste : 2015